# 高洪株

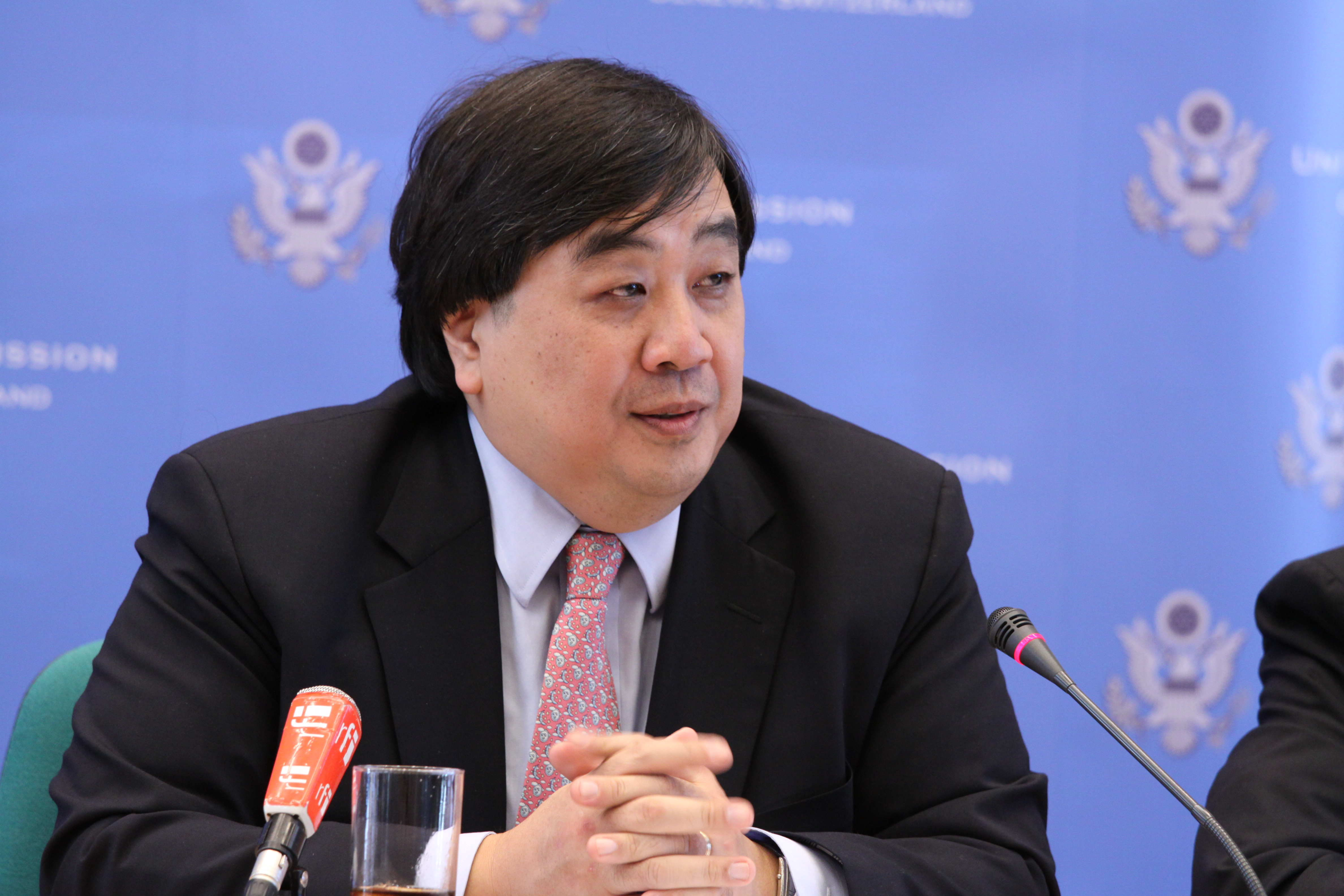
高洪柱

高洪株（英語：Harold Hongju Koh，1954年12月8日—），出生于美国马萨诸塞州波士顿，美國律師和法律學者。目前擔任美國國務院法律顧問。其兄高京柱曾任美國衛生部助理部長。
1981年至1982年擔任過美國最高法院大法官哈利·布萊克蒙的律政書記。2004年至2009年出任耶魯法學院院長。